# Ornithogalum sphaerocarpum
Ornithogalum sphaerocarpum là một loài thực vật có hoa trong họ Măng tây. Loài này được A.Kern. mô tả khoa học đầu tiên năm 1878.